# Las Juntas (Granada)
Las Juntas es una localidad y pedanía española perteneciente al municipio de Gor, en la provincia de Granada, comunidad de Andalucía. Está situada en la parte oriental de la comarca de Guadix.
Se encuentra a 1.470 metros sobre el nivel del mar y cuenta con cerca de 80 vecinos. Es la tercera población más alta de Granada después de Pradollano y Trevélez. El primer domingo de agosto se celebra la fiesta de moros y cristianos. Es el segundo núcleo de población más grande dentro del parque natural de la Sierra de Baza, por detrás de Charches. También se celebraba la fiesta de las Cruces del 3 de mayo. 
Se tiene conocimiento de su existencia desde el siglo XIII. Su nombre le viene porque muy cerca están "Las Juntas" del río Gor con la rambla de Las Casas de Don Diego.
- Datos: Q5970502